# Toyota GT-One
La Toyota GT-One (conosciuta anche come TS020) è una vettura da competizione inizialmente sviluppata per le regole Gran Turismo, ma successivamente adattata a sport-prototipo da competizione LM GTP, è stata costruita dalla Toyota per gareggiare nella celebre 24 Ore di Le Mans negli anni 1998 e 1999.

## Storia
Concepita per rientrare nella categoria FIA Gran Turismo di classe uno, GT1, pur essendo in possesso di tutti i requisiti per l'omologazione in tale categoria, sostanzialmente la vettura ha ben poco da spartire con una vera Gran Turismo, è in realtà un vero e proprio sport-prototipo; il regolamento FIA Gran Turismo 1998 giudicato troppo vago e permissivo si presta a nuovi progetti sempre più arditi e sofisticati, in poco tempo si passa da vetture quasi di serie a veri e propri prototipi che rievocano il defunto Gruppo C.
Il regolamento prevedeva l'eleggibilità a vettura GT solo se l'auto disponeva di un vano bagagli, e la Toyota riesce a convincere i commissari tecnici dell'ACO che il serbatoio dove normalmente è stipata la benzina per la corsa, nella versione stradale sarebbe in teoria sufficiente ad ospitare un vano porta bagagli. La Toyota GT-One viene quindi costruita a Colonia, presso la struttura della Toyota Team Europe, TTE, un solo esemplare stradale viene prodotto e mai venduto, verrà messo subito in un museo Toyota.

## Tecnica

### Motore
Il propulsore scelto per spingere la vettura non è altro che il V8 di 3,6 litri biturbo che già equipaggiava gli sport-prototipi Toyota di Gruppo C. Il monoblocco e le testate sono realizzate in lega di alluminio, è dotato di 4 valvole per cilindro ed è sovralimentato mediante due turbocompressori Garrett che per regolamento hanno una pressione massima limitata, mentre sui collettori d'aspirazione sono posizionate delle flange che limitano la quantità d'aria assimilabile per la combustione interna questo per contenere la potenza massima, che si attesta ufficialmente sui 600 CV anche se molti addetti ai lavori parlano di 700 CV, sviluppati ad un regime di 6.000 giri al minuto.

### Telaio

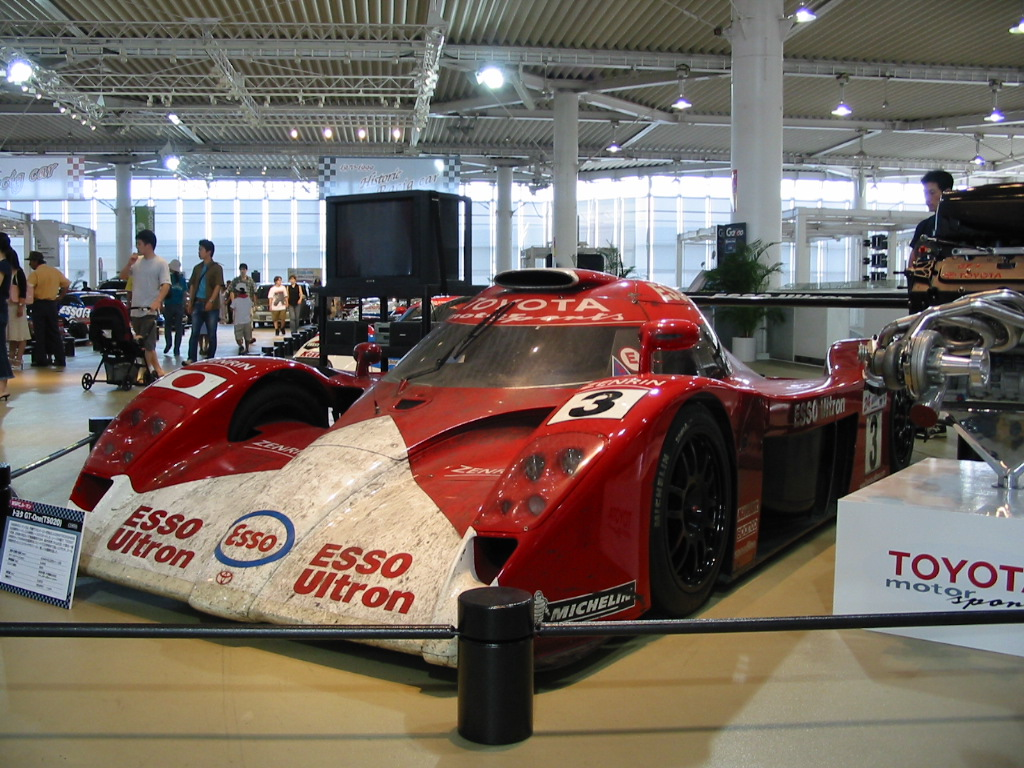
La Toyota GT-One del 1999

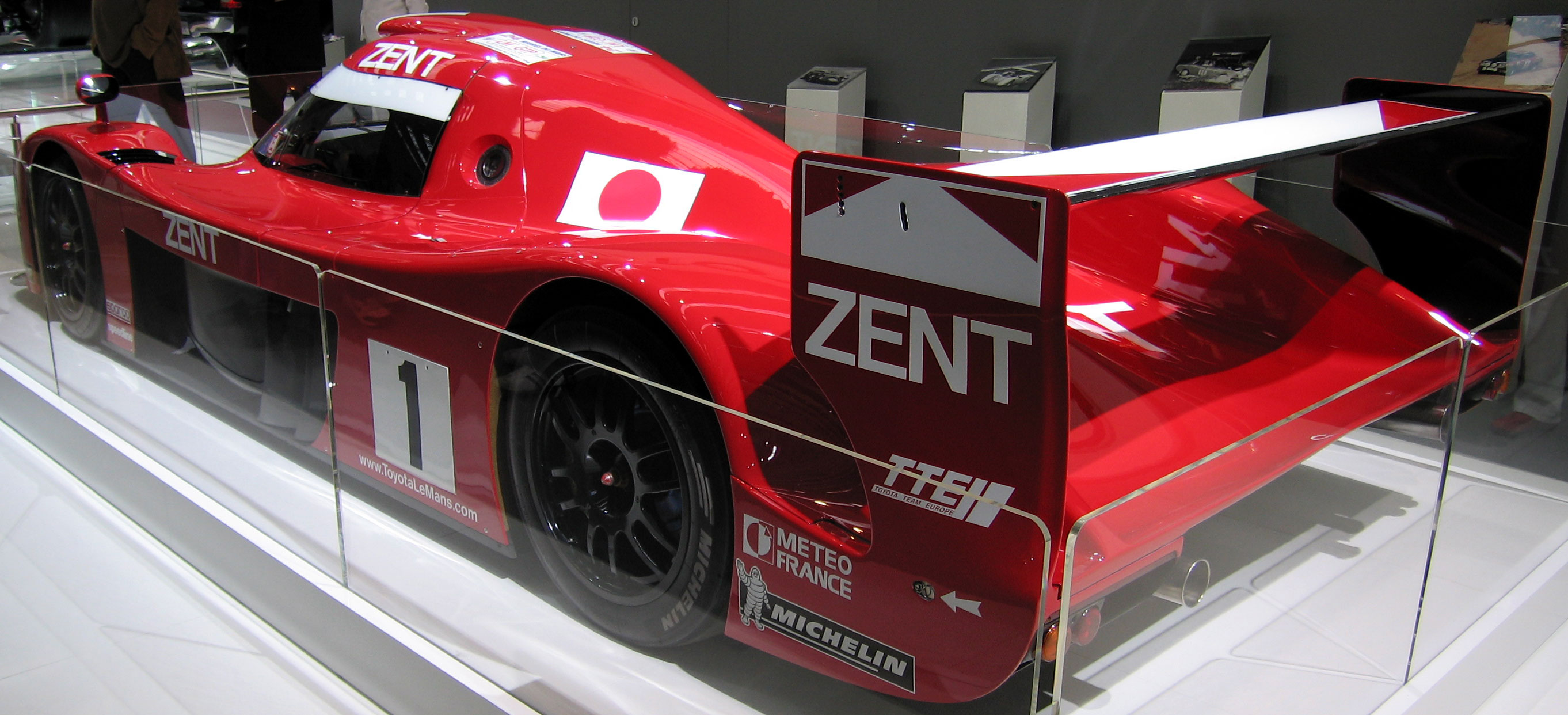
Sezione posteriore della GT-One del 1999

Progettata dall'ingegnere André De Cortanze, già progettista a suo tempo della Peugeot 905, la GT-One ha una struttura composta da un telaio monoscocca in fibra di carbonio con inserimenti di alluminio a nido d'ape, al quale è unito il gruppo motore-cambio che svolge una funzione portante, la carrozzeria è in fibra di carbonio. La trasmissione è costituita da un cambio sequenziale a 6 rapporti con comandi al volante e la trazione è posteriore. Le sospensioni sono di tipo indipendenti, hanno uno schema a triangoli sovrapposti con puntoni diagonali (push rod) sia all'avantreno e che al retrotreno con barre antirollio regolabili, lo sterzo a cremagliera è servoassistito elettricamente, monta pneumatici Michelin su cerchi Speedline in magnesio forgiato da 18" di diametro. L'impianto frenante fornito dalla AP Racing è composto da 4 freni a disco carbo ceramici del diametro di 380 mm all'anteriore e di 355 mm al posteriore con pinze freno a 6 pompanti. Il serbatoio del carburante ha una capacità massima di 90 litri e il corpo vettura ha un peso totale di circa 900 kg.

### Aerodinamica
Rispetto alle contemporanee vetture GT, la GT-One introdusse raffinate soluzioni aerodinamiche di nuova concezione. Le ruote anteriori sono scoperte anche nella parte interna, per ridurre la sezione frontale; nonostante il regolamento imponga un fondo vettura piatto nella zona compresa tra l'asse anteriore e quello posteriore, sotto il musetto è stato ricavato un diffusore che coadiuvato dagli estrattori posti lungo le fiancate espellono l'aria all'avantreno generando buona parte dell'effetto suolo; per finire una coda molto bassa e affusolata dotata di diffusore sottostante è sovrastata da un alettone largo 2.000 mm, con questa veste aerodinamica ad una velocità di 320 km/h il corpo vettura sviluppa una deportanza di circa 1.600 kg (3.520 libbre), con una resistenza all'avanzamento di 480 kg.

## Risultati sportivi

### Anno 1998

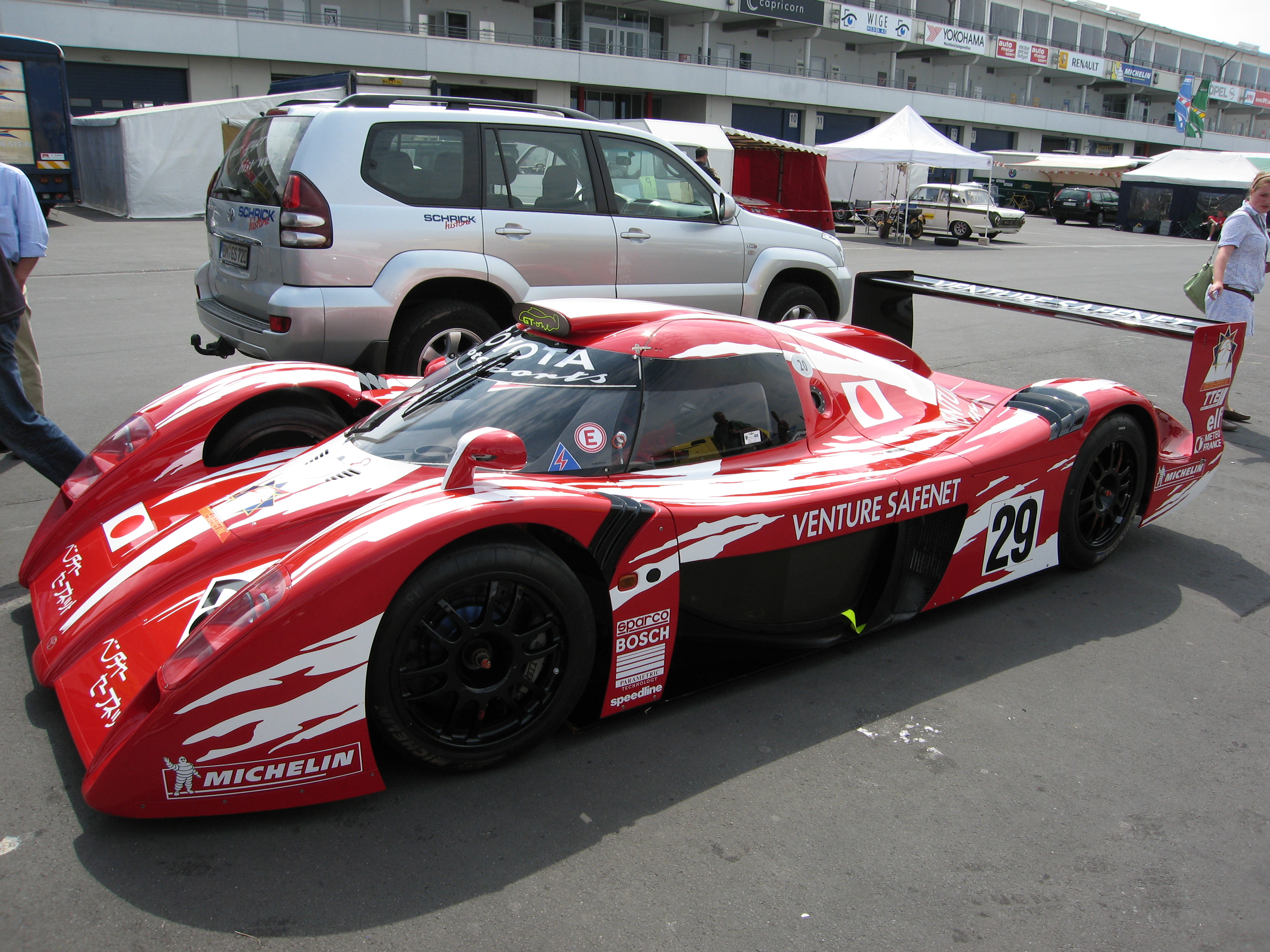
Profilo laterale della GT-One del 1998

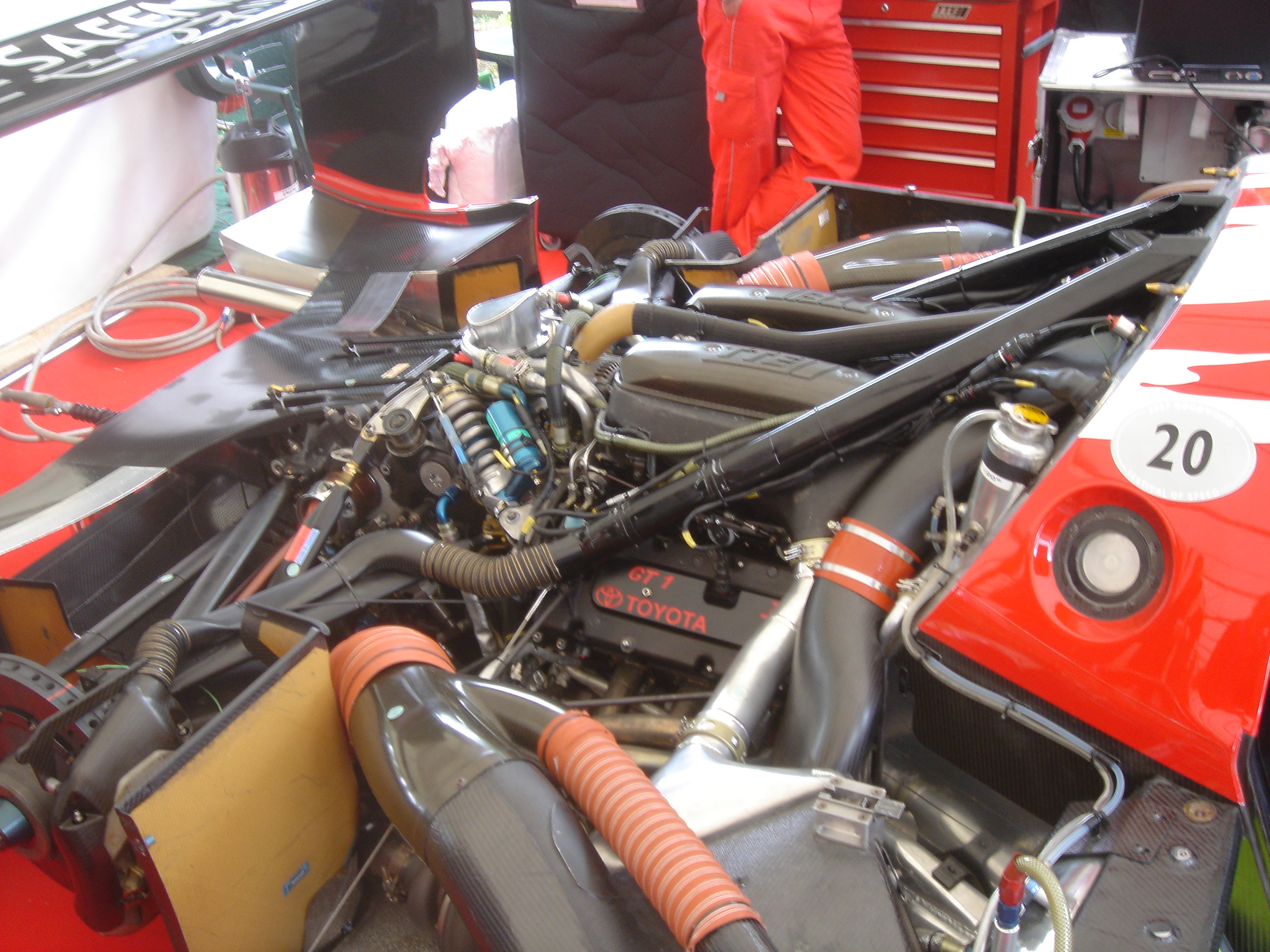
Il vano motore della Toyota GT-One

La Toyota si presenta alla 24 Ore di Le Mans 1998 con grandi ambizioni, schierando ben tre GT-One.
Al team giapponese, sfugge per un soffio la pole position, che va alla Mercedes-Benz CLK-LM di Bernd Schneider. In gara però la situazione è favorevole alla Toyota che diventano le favorite. 
I piloti Toyota imprimono alla corsa un ritmo molto sostenuto, mentre le Mercedes e le BMW escono di scena dopo poche ore dalla partenza per futili inconvenienti tecnici, ma anche le auto giapponesi non sono indenni da problemi: la numero 28 perde 8 giri per sistemare inconvenienti all'impianto frenante; la numero 29, in testa,  accusa noie meccaniche al cambio e deve fermarsi per sostituire il cambio scivolando nelle retrovie. Ancora la numero 28 esce di pista nella notte si ritira. A meno di un'ora e mezza alla fine, la GT-One di Thierry Boutsen, che guida la corsa con 45 secondi di vantaggio sulla Porsche, si ferma improvvisamente alla curva Arnage per la rottura del cambio, ritirandosi. L'unica Toyota rimasta in gara, condotta da piloti giapponesi, si classifica nona a 25 giri dalla vincitrice, la Porsche 911 GT1-98.

### Anno 1999
Nel 1999 la FIA ha modificato i regolamenti del campionato Gran Turismo, estromettendo le GT1 come la Toyota che, godendo di regolamenti poco vincolanti, sono di fatto dei prototipi da cui far derivare delle versioni stradali.
Pertanto l'ACO, per consentire la partecipazione alla gara a queste vetture, crea per le vetture più prestazionali come la Toyota GT-One (ritenute troppo estremizzate e avanzate) la classe LM GTP, Le Mans Gran Turismo Prototipo (prototipi con il tetto). Mentre la Mercedes-Benz realizza una nuova vettura, la CLR, Panoz e Nissan realizzano invece delle LMP (prototipi aperti), alla Toyota decidono di evolvere la propria vettura che è già praticamente un prototipo.
La 24 Ore di Le Mans 1999 passa alla storia come una delle più contese, per la presenza ufficiale di numerose Case automobilistiche Le Toyota sono al top, in prova toccano i 351 km/h e partono in pole position abbassando i tempi di oltre 6 secondi rispetto all'anno precedente ed in gara imprimono subito un ritmo molto alto. Sono però spesso soggette a forature: in una di queste la GT-One guidata da Martin Brundle esce di pista e sbatte contro le protezioni di gomme alla prima chicane del rettilineo dell'Hunaudières venendo praticamente distrutta. Thierry Boutsen con l'altra Toyota esce di pista e si insabbia a seguito di un incidente con una Porsche che stava doppiando.
La terza GT-One, condotta da un equipaggio tutto giapponese, nelle ultime frazioni di gara dà vita ad un infuocato testa a testa per la vittoria finale con la BMW V12 LMR guidata da Pierluigi Martini. Mentre alla guida si trova Ukyo Katayama, in rimonta sulla vettura bavarese, per ridurre il margine di distacco, ai box Toyota si decide di ridurre la frequenza dei cambi gomme. Questo fa sì che gli pneumatici usurati e surriscaldati, ormai poco efficienti, vadano in crisi causando una spaventosa foratura ad oltre 300 km/h. La vettura è costretta ad una imprevista sosta di riparazione e deve accontentarsi della seconda piazza assoluta, mentre è la prima della sua categoria, la LM GTP, in quanto la BMW appartiene alla Categoria LMP.
Al ritorno in fabbrica a Colonia, la GT-One viene sottoposta a dei controlli da parte dei tecnici della squadra grazie ai quali si scopre la causa delle ripetute forature, dovute alla particolare conformazione aerodinamica della coda e del diffusore posteriore che creavano un particolare effetto di risucchio per il quale i detriti raccolti lungo la pista venivano convogliati dai flussi d'aria sugli pneumatici posteriori causandone la foratura.
L'ultima corsa disputata fu la 1.000 km di Fuji nel novembre 1999, dove parteciparono diversi prototipi già impiegati in precedenza a Le Mans. La vettura arrivò seconda ad un giro di distacco dalla Nissan R391.
Si conclude così la carriera a Le Mans della Toyota GT-One. Dal 2000 sarà invece impiegata in test, in vista del passaggio in Formula Uno, sulla vettura verrà infatti installato il nuovo motore V10 che debutterà poi nel 2002 sulla vettura di F1.